# Бетті Розенквест Пратт
Бетті Розенквест Пратт (англ. Betty Rosenquest Pratt; 15 квітня 1925 — 31 січня 2016) — колишня американська тенісистка.
Найвищу одиночну позицію світового рейтингу — 7 місце досягла 1954 року.
Найвищим досягненням на турнірах Великого шолома був фінал в парному розряді.

## Фінали турнірів Великого шолома

### Парний розряд (1 поразка)
| Результат | Рік  | Турнір                     | Покриття | Партнерка  | Суперниці                       | Рахунок  |
| --------- | ---- | -------------------------- | -------- | ---------- | ------------------------------- | -------- |
| Поразка   | 1956 | Національний чемпіонат США | Трава    | Ширлі Фрай | Луїз Браф Маргарет Осборн Дюпон | 3–6, 0–6 |